# Hipertensão intracraniana
Hipertensão intracraniana é um transtorno neurológico caracterizado por uma pressão intracraniana (PIC) maior que 15 mmHg em um adulto em repouso. Crianças resistem a maiores pressões e por mais tempo a uma hipertensão intracraniana, porém sofrem uma deformação do tamanho do crânio e da cabeça.

## Causas

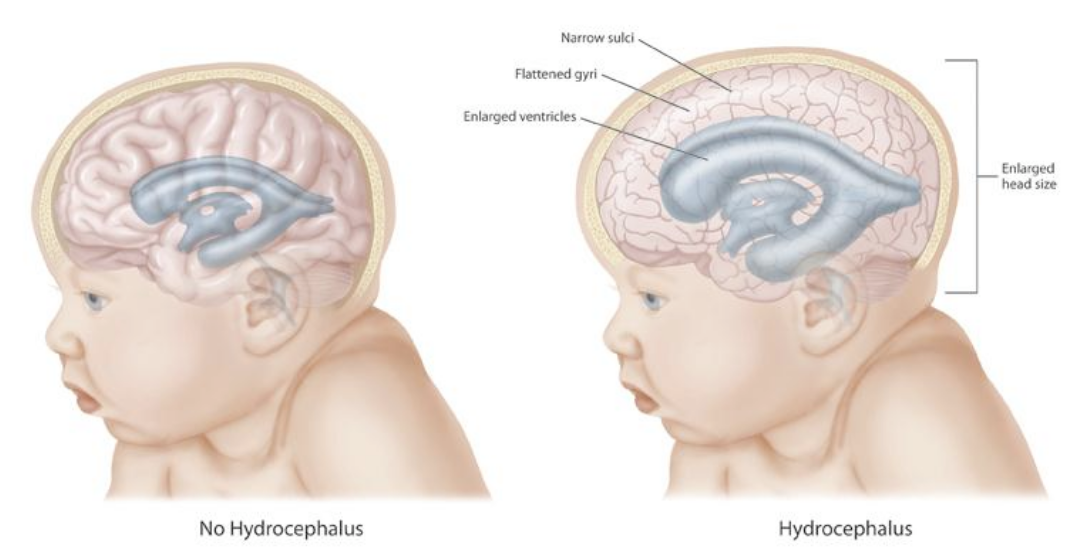
Hidrocefalia em crianças

Pode ser causado por um efeito de massa, por aumento na quantidade de líquidos ou por inflamação. As possíveis causas incluem:
- Derrame cerebral: o sangramento pode ser hematoma subdural, epidural ou subaracnóide;
- Tumor cerebral: geralmente são metástases de câncer em outras partes do corpo, mas podem ser primários como glioma, meningioma, adenoma hipofisário ou meduloblastoma;
- Hidrocefalia: aumento da quantidade de líquido cefalorraquidiano;
- Encefalopatia hipertensiva: associada a hipertensão arterial;
- Encefalopatia hepática: resultado de uma insuficiência hepática severa;
- Meningites: inflamação das membranas que envolvem o encéfalo;
- Encefalites: inflamação do encéfalo (cérebro, cerebelo ou tronco encefálico);
- Trombose venosa ou insuficiência cardíaca direita: por obstruir o retorno sanguíneo pelas veias jugulares;
- Craniossinostose: má-formação caracterizada pela ossificação do crânio precoce impedindo seu crescimento normal;
- Medicamentos incluindo alguns antibióticos, esteroides e pílulas anticoncepcionais;
- Desconhecida (Hipertensão intracraniana idiopática): pode estar associado a problemas renais, hepáticos, endócrinos ou vasculares, mas é difícil determinar a causa exata.

## Sinais e sintomas
Os sintomas variam muito dependendo da causa e gravidade. Uma pressão entre 15 e 25 mmHg causa poucos sintomas. Os sintomas que podem indicar uma pressão dentro do crânio maior que 25 Hgmm são:
- Dor de cabeça pulsante, que pode ser pior pela manhã, quando deitado e piorar com a tosse
- Vômito em jato mesmo sem náusea;
- Um inchaço na retina (Papiledema) pode ser observado por um exame de fundo de olho e indica compressão do nervo óptico
- Bradicardia.

Uma pressão maior que 40 mmHg pode causar:
- Alteração visual como visão dupla, dilatação pupilar persistente (cicloplegia) e cegueira temporária ou permanente;
- Redução do nível de consciência progredindo de confusão mental a sonolência e eventualmente a coma);
- Respiração de Biot: uma respiração acelerada, superficial e irregular quando o tronco encefálico está comprimido;
- Hernia cerebral, um deslocamento do cérebro potencialmente fatal.

## Diagnóstico

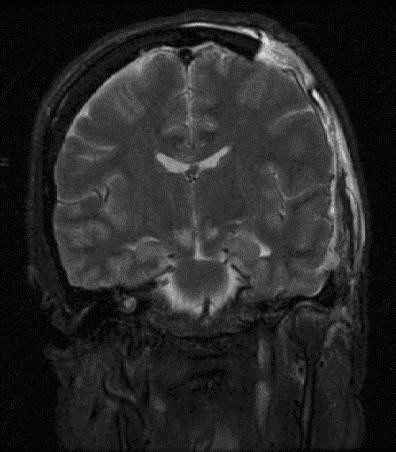
Ressonância magnética de um paciente com coriocarcinoma. A hipertensão intracraniana severa causou uma grave hernia cerebral.

Vários testes podem ser realizados para diagnosticá-lo, tais como:
- Exame físico neuromuscular para verificar força muscular, reflexos e equilíbrio;
- Avaliação de seus olhos e visão;
- Tomografia computadorizada (TC) ou uma ressonância magnética (MRI) do seu cérebro;
- Punção lombar para verificar a aumento da pressão no líquido que envolve o cérebro e a medula espinhal.

## Tratamento
A  hipertensão intracraniana é um sintoma, não uma doença, assim o tratamento deve ser voltado para a causa da hipertensão. Uma hipertensão leve pode ser uma consequência de hipertensão arterial para forçar sangue oxigenada no cérebro, por isso os médicos normalmente não a reduzem quando ocorre em pacientes com falta de ar. Em pacientes com PIC elevada devido a uma lesão aguda, é particularmente importante assegurar a adequada via aérea, respiração e oxigenação. Melhorar a oxigenação e circulação sanguínea pode normalizar a PIC.
Em casos graves de hidrocefalia (mais de 40 mmHg) a pressão intracraniana (PIC) pode ser reduzida continuamente com transdutores intracranianos. Um cateter é inserido cirurgicamente em um dos ventrículos laterais do cérebro e usado para drenar o líquido cefalorraquidiano a fim de diminuir a PIC. Outra opção é a craniotomia: perfurar o crânio para remover hematomas intracranianos ou aliviar a pressão de partes do cérebro.
Se houver uma barreira sangue-cérebro intacta, terapia osmolar pode ser realizada pela administração de manitol IV para criar uma solução hipertônica dentro do sangue que extrai água para fora dos neurônios. Essa solução só serve a curto prazo. Quando a PIC elevada é persistente, especialmente se a causa não é clara, a medicação mais usada são diuréticos e anti-hipertensivos, especialmente um antagonista dos canais de cálcio.